# آنتونیو فولکو
آنتونیو فولکو (ایتالیایی: Antonio Folco؛ زادهٔ ۴ اکتبر ۱۹۰۶) دوچرخه‌سوار اهل ایتالیا است. وی در مسابقات تور دو فرانس شرکت کرده است.